# Extreme Ops
Extreme Ops é um filme estadunidense de 2002, dirigido por Christian Duguay com roteiro de Timothy Scott Bogart e Mark Mullin. No elenco estão Devon Sawa, Bridgette Wilson, Rupert Graves, Rufus Sewell e Heino Ferch.

## Sinopse
Nos Alpes austríacos, uma equipe de filmagens tenta gravar um comercial de televisão que mostrará esquiadores descendo uma montanha com uma avalanche atrás deles. No entanto, eles terão problemas com um criminoso escondido no local.